# AMD K6
De K6-processor is door AMD in 1997 geïntroduceerd. Het grootste voordeel van dit type processor is dat het past in Pentium moederborden. De K6 had een sterke invloed op de pc-markt en gaf Intel serieuze concurrentie.

## Achtergronden

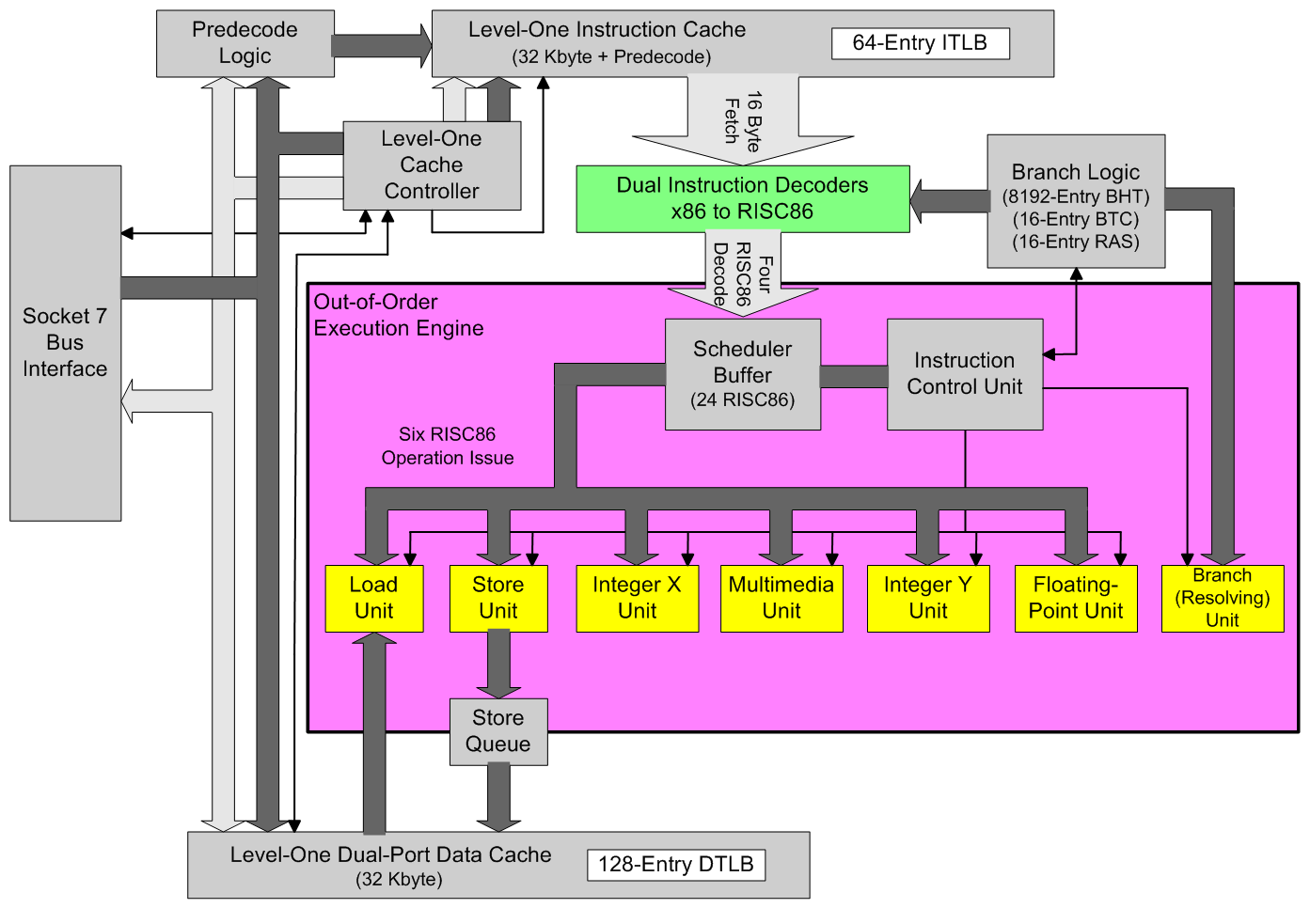
De AMD K6-architectuur.

De K6 is een Pentium-klasse microprocessor, ontwikkeld en geproduceerd door AMD. Het is de opvolger van de K5 maar met een totaal ander ontwerp als basis. Een van de bekendste ontwikkelaars was Vinod Dahm, die ook al aan de Pentium-processor had meegewerkt. De AMD K6 is gebaseerd op een ontwerp van NexGen. Dit bedrijf was bezig met het ontwikkelen van de Nx686. NexGen werd overgenomen door AMD, die het ontwerp van de chip veranderde zodat het op standaard Pentium Socket 7-moederborden paste en voegde er bovendien MMX ondersteuning aan toe.
De K6 werd in april 1997 geïntroduceerd met 166 en 200 MHz. In de zomer kwam daar een 233 MHz-versie bij. Een 266 MHz-versie werd pas mogelijk toen AMD in de lente van 1998 op 0,25 micrometer kon produceren. De laatste versie van de K6 kwam in mei 1998 met 300 MHz. Deze werd opgevolgd door processoren uit dezelfde familie, de K6-2 en de K6-III.
In het begin werd een Pentium II Rating (PR2) gebruikt om de snelheid van de K6 te omschrijven. Deze is vervallen omdat de kloksnelheid gelijk bleek te zijn aan de rating.

## Modellen

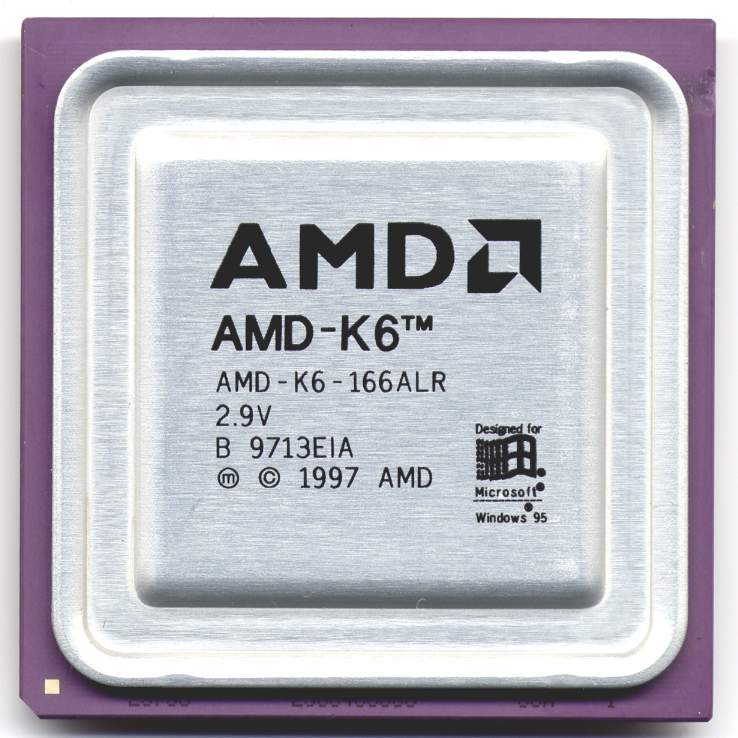
Original K6 (Model 6)

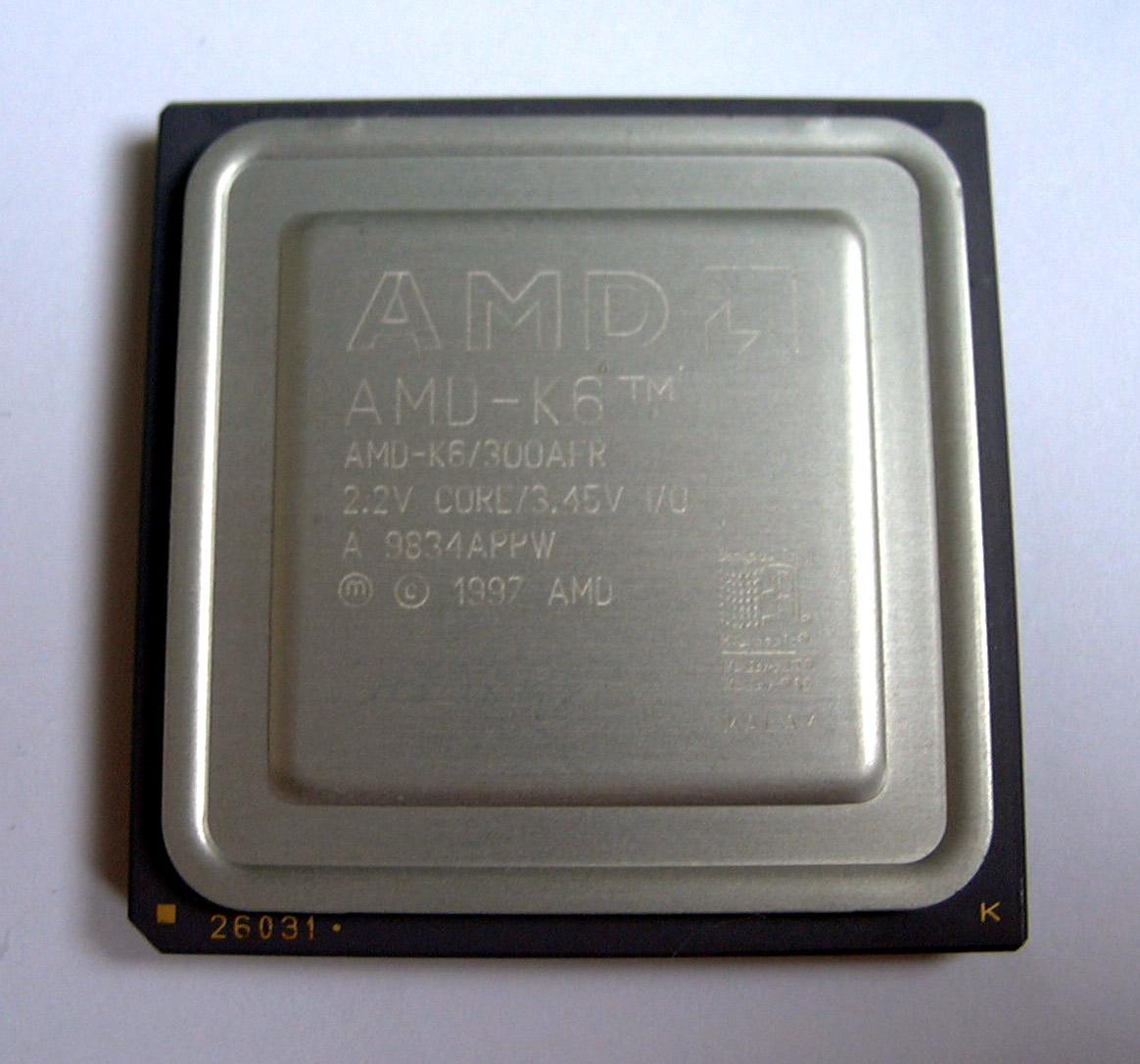
K6 "Little Foot" (Model 7)

### K6 (Model 6)
- 8,8 miljoen transistors in 350 nm
- L1-cache: 32 + 32 KiB (data + instructies)
- MMX
- Socket 7
- Front side bus: 66 MHz
- Uitgebracht: 2 april 1997
- VCore: 2,9 V (166/200) 3,2/3,3V (233)
- Klokfrequentie: 166, 200, 233 MHz

### K6 "Little Foot" (Model 7)
- CPUID: Family 5, Model 7, Stepping 0
- 8,8 miljoen transistors in 250 nm
- L1-cache: 32 + 32 KiB (data + instructies)
- MMX
- Socket 7
- Front side bus: 66 MHz
- Uitgebracht: 6 januari 1998
- VCore: 2,2 V
- Klokfrequentie: 200, 233, 266, 300 MHz